# Boney’s Funky Christmas
Boney’s Funky Christmas — рождественский альбом американского саксофониста Бони Джеймса, вышедший в свет в 1996 году. Официальный релиз пластинки состоялся 8 октября 1996 года, а на дисках — 19 октября 1999 года. Альбом занял третью строчку в чарте Top Contemporary Jazz Albums.
Boney’s Funky Christmas представляет собой набор фанк и блюз-интерпретаций классических рождественских гимнов «The Christmas Song», и более спорных композиций «A Charlie Brown Christmas» и «This Christmas».
Две композиции «This Christmas» и «What Are You Doing New Year’s Eve?» спеты Ди Харви и Бобби Колдвеллом.

## Список композиций
| №  | Название                                                           | Длительность |
| -- | ------------------------------------------------------------------ | ------------ |
| 1. | «Jingle Bells»                                                     | 1:43         |
| 2. | «This Christmas» (совместно с Ди Харви)                            | 4:14         |
| 3. | «Christmas Time Is Here»                                           | 4:26         |
| 4. | «The Christmas Song»                                               | 4:22         |
| 5. | «Sleigh Ride»                                                      | 4:17         |
| 6. | «Breath of Heaven»                                                 | 4:46         |
| 7. | «Let It Snow»                                                      | 4:37         |
| 8. | «What Are You Doing New Year's Eve?» (совместно с Бобби Кодвеллом) | 4:53         |
| 9. | «God Rest Ye Merry Gentelmen»                                      | 4:35         |

## Участники записи
- Бони Джеймс — альто и сопрано-саксофоны, синтезатор
- Ди Харви, Бобби Колдвелл, Лесли Смит — вокал
- Рик Браун — тромбон
- Джефф Карртуерс, Дэн Шиа — клавишные, запись
- Доннел Спенсер — ударные
- Паулино да Коста, Лени Кастро — перкуссия
- Пол Браун — запись, продюсирование